# Caspar S I
Die  Caspar S I war ein Mehrzweckflugzeug des deutschen Herstellers Caspar-Werke AG aus den 1920er Jahren. Später wurde die S I von ihrem Konstrukteur Ernst Heinkel als HE 1 bezeichnet.

## Geschichte
Die S I wurde von Ernst Heinkel im Jahre 1921 während seiner Zeit als Konstrukteur bei den Caspar-Werken entworfen. Der Auftrag wurde durch Carl Clemens Bücker im Auftrag der Schwedischen Luftwaffe vermittelt. Heinkel entwickelte die S I aus der bewährten Hansa-Brandenburg W.29, einem Seeflugzeug des Ersten Weltkriegs und verwendete zusätzlich bereits durchgeführte Konstruktionsarbeiten aus dem nicht zu Ende geführten Projekt der W 37. Die S I wurde in den Svenska Aero AB Werken in Stockholm (Schweden) produziert bzw. aus Teilen montiert, die aus Deutschland geschmuggelt wurden. Das Unternehmen Svenska Aero war 1922 in Schweden von Bücker gegründet worden. Nachdem Heinkel die Caspar-Werke Ende 1922 verlassen hatte, um sein eigenes Unternehmen aufzubauen, begann er die Zählung seiner Konstruktionen mit der S I, die er als HE 1 (Heinkel Eindecker 1) bezeichnete.
Die 1922 ebenfalls von Heinkel noch bei den Caspar-Werken entwickelte S II unterschied sich lediglich dadurch, dass der Motor an ein Stahlgerüst gehängt wurde. Bei der S I war der Motor im Rumpf eingebaut, der durch ein Brandschott geschützt wurde. Die S II wurde bei der schwedischen Luftwaffe als S 3 und später von Heinkel als HE 2 bezeichnet.

## Konstruktion
Die S I war ein einmotoriger in Holzbauweise ausgelegter Tiefdecker mit zwei Schwimmern aus Duralumin, die in Richtung der Tragfläche und des Rumpfs abgestrebt waren.

## Einsatz und Verbleib
Der tatsächliche Einsatz der wahrscheinlich elf gebauten Maschinen ist nicht zweifelsfrei zu klären. Es wird berichtet, dass die schwedische Luftwaffe alle Exemplare erhielt und diese auch einsetzte. Die 1926 noch verbliebenen sieben Exemplare sollen nach Gründung der schwedischen Luftwaffe die Bezeichnung S 2 erhalten haben. „S“ stand hier für „Spaning“ (Aufklärung).
Wahrscheinlicher ist jedoch die Annahme, dass die Produktion im geheimen Auftrag der deutschen Marine erfolgte und die Flugzeuge über verschiedene Schein- und Tarneinrichtungen zurückgekauft wurden und letztlich in Deutschland verwendet wurden. Demnach soll der Zusammenbau 1923 erfolgt sein und die Flugzeuge anschließend eingelagert worden sein. Der Exportantrag soll danach über eine „brasilianische Handelsfirma“ gelaufen sein.
Eine Caspar S I und zehn Heinkel HE 1 waren in der „Deutschen Luftfahrzeugrolle“ verzeichnet, so die D 292, die D 450 und die D 830. Erster Eigner der D 830 (Werknummer 5010) war die Severa GmbH; ab 1929 die „Deutsche Luft Hansa“, Abt. Küstenflug. Weitere Eigner waren meist die „Deutsche Luftdienst GmbH“, die „DVL e. V.“ und die „DVS GmbH“. Die D 292 gewann 1923 den Internationalen Flugwettbewerb in Göteborg.
Die Mehrzahl der Flugzeuge war bis 1934 im Einsatz.

## Technische Daten

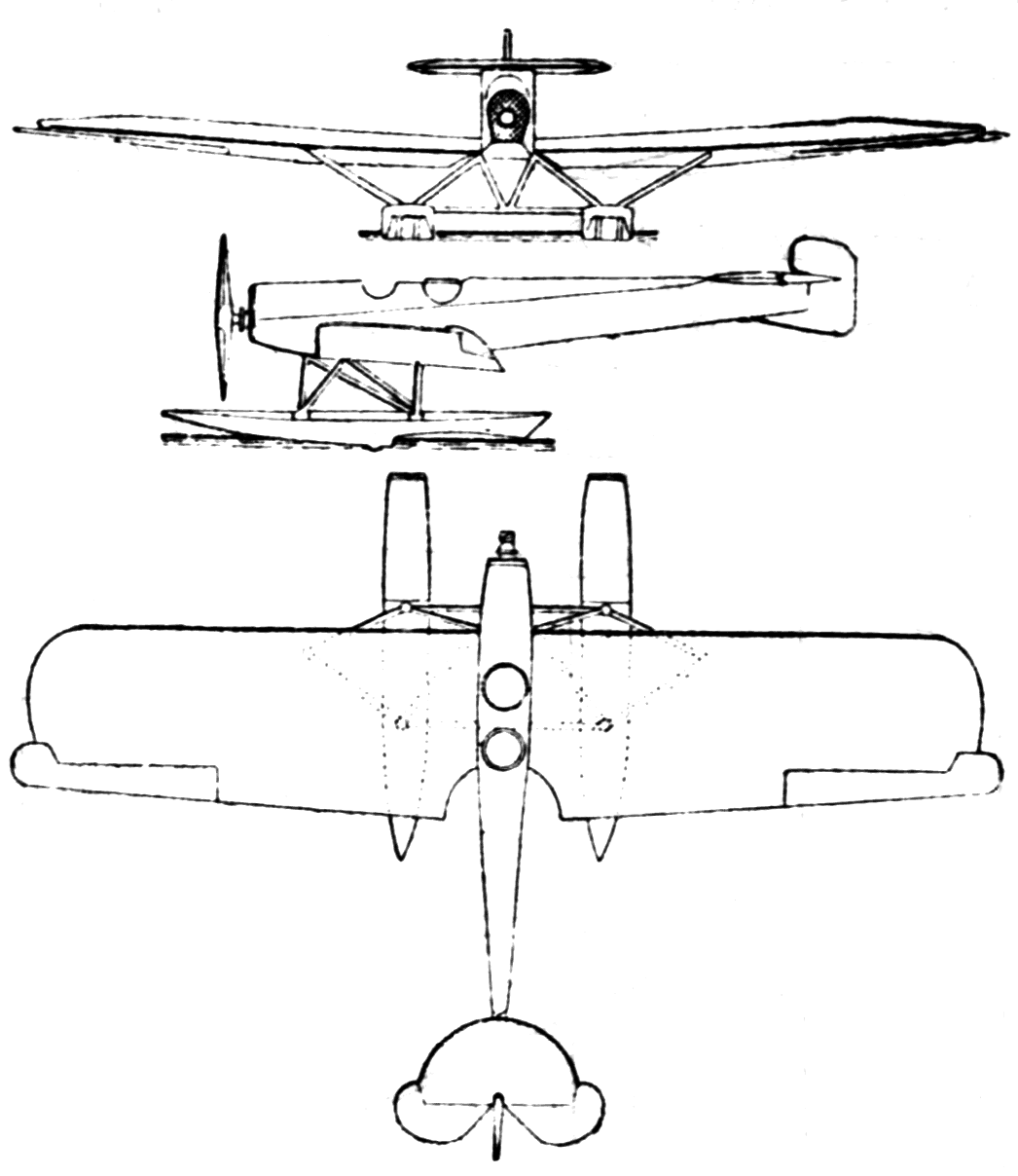
Dreiseitenansicht der Svenska S II

| Kenngröße             | Daten S I                                            | Daten S I                                       | Daten HE 1                                          |
| --------------------- | ---------------------------------------------------- | ----------------------------------------------- | --------------------------------------------------- |
| Besatzung             | 2                                                    | 2                                               | 2                                                   |
| Länge                 | 13,20 m                                              | 12,66 m                                         | 12,60 m                                             |
| Spannweite            | 18,00 m                                              | 17,50 m                                         | 18,00 m                                             |
| Flügelfläche          | 52,30 m²                                             | 52,30 m²                                        | 52,30 m²                                            |
| Flügelstreckung       | 6,2                                                  | 5,9                                             | 6,2                                                 |
| Startmasse            | 2380 kg                                              | 2350 kg                                         | 2475 kg                                             |
| Höchstgeschwindigkeit | 170 km/h                                             | 160 km/h                                        | 180 km/h                                            |
| Triebwerke            | ein V12-Motor Maybach Mb IVa mit 260 PS (ca. 190 kW) | ein Maybach Mb IVa, Mercedes D IVa, Junkers L 5 | ein V12-Motor Rolls-Royce Eagle mit 360 PS (265 kW) |